# Monohelea messeri
Monohelea messeri är en tvåvingeart som beskrevs av Meillon 1939. Monohelea messeri ingår i släktet Monohelea och familjen svidknott. Inga underarter finns listade i Catalogue of Life.